# Jean Larmanjat
Jean Larmanjat, né le 4 mars 1826 à Huriel (Allier) et mort le 26 août 1895 dans le 8e arrondissement de Paris, est un ingénieur et inventeur français.

## Biographie

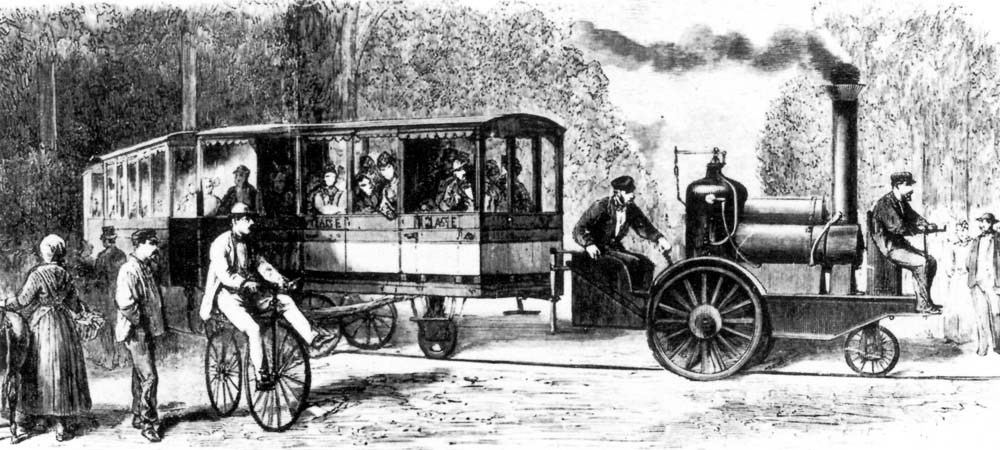
Monorail Larmanjat, 1868.

Ingénieur en mécanique, il est l’inventeur du monorail Larmanjat.